# Mini DVD
Mini DVD é um disco óptico de 1.5 a 2.8 gigabytes.
O seu tamanho é de 80 mm, menos 41 mm que um DVD.
É um formato raro. São usados principalmente no console Gamecube, da Nintendo; nos Camcorders, da Sony; e em Leitores de Mini DVD da Philips.
Esta tecnologia veio seguida do próprio DVD, mas, o Mini DVD veio com uma capacidade menor do que o DVD.
Leitores de Mini DVD são mais raros, foi isso que fez com que o Mini DVD ficasse raro.